# Malaltia de von Willebrand
La malaltia de Von Willebrand (MvW) és la malaltia hereditària més comuna de trastorn de la coagulació que es descriu en els éssers humans, encara que també pot ser adquirit com a resultat d'altres situacions mèdiques. S'origina en una deficiència qualitativa o quantitativa de factor de von Willebrand (FvW), una proteïna multimèrica que cal en l'adhesió de les plaquetes. Se sap que afecta els humans i els gossos (en particular, el Doberman Pinscher), i poques vegades a porcs, vaques, cavalls i gats. Hi ha tres formes de MvW: l'hereditària, l'adquirida i la pseudomalaltia de Von Willebrand (també anomenada MvW plaquetària). Hi ha tres tipus de MvW hereditària: MvW tipus I, MvW tipus II i MvW tipus III. Dins dels tres tipus heretats de MvW hi ha diversos subtipus.
La MvW tipus I és la forma més comuna de la malaltia i els que la tenen estan generalment asimptomàtics o poden experimentar símptomes lleus, com sagnat pel nas, encara que pot haver símptomes greus en alguns casos. Hi ha diversos factors que afecten a la presentació i la severitat dels símptomes de la MvW, com el tipus de sang.
La MvW rep el nom del pediatre finlandès Erik Adolf von Willebrand, que la va descriure per primera vegada en 1926.

## Signes i símptomes
Els diferents tipus de MvW presenten diferents graus de tendència a l'hemorràgia, en general en forma de blaus, sagnat pel nas i sagnat de les genives. Les dones poden experimentar sagnat menstrual abundant i pèrdua de sang durant el part.
El sagnats greus interns o en l'articulació és rar (que afecta principalment a la MvW tipus 3).